# Pierre-Ossian Bonnet
Pierre Ossian Bonnet (1819-1892) va ser un matemàtic francès.

## Vida i Obra
Bonnet neix a Montpeller, fill d'un empleat de banca. Ingressa a l'École Polytechnique el 1838 juntament amb Joseph Serret amb qui farà amistat. En graduar-se, continua els seus estudis a l'École Nationale des Ponts et Chaussées, però renuncia a una carrera d'enginyer per dedicar-se a l'ensenyament i la recerca.
A l'École Polytechnique va ser successivament professor ajudant el 1844, examinador d'accés el 1861, examinador d'alumnes el 1869 i director d'estudis el 1872. També donava algunes classes addicionals a l'École Normale Supérieure. En ser revocat del seu lloc el 1878, obté la càtedra d'astronomia de la Universitat de la Sorbona, succeint a Urbain Le Verrier. El 1883 també és nomenat membre del Bureau des Longitudes, en substitució de Joseph Liouville.
El camp de treball més important de Bonnet va ser la geometria diferencial en la que va introduir els conceptes de curvatura i torsió geodèsiques. En aquest camp, va generalitzar una fórmula de Gauss, que avui coneixem com teorema de Gauss-Bonnet.